# مينورو كيتامورا
مينورو كيتامورا (باليابانية: 北村稔؛ بالكانا: きたむら みのる) هو مؤرخ ياباني، ولد في 1948 في كيوتو في اليابان.